# Les Forges, Morbihan
Les Forges (Ar Govelioù trong tiếng Bretagne) là một xã ở tỉnh Morbihan trong vùng Bretagne tây bắc Pháp. Xã này có diện tích 52,53 km², dân số năm 1999 là 479 người. Khu vực này có độ cao từ 40-123 mét trên mực nước biển.
Cư dân của Les Forges danh xưng trong tiếng Pháp là Forgerons.